# Liste des zones horaires militaires
Ne doit pas être confondu avec Fuseau horaire.

Drapeau de l'Organisation du traité de l'Atlantique nord.

La liste des zones horaires militaires est une liste de noms de zones horaires (divisées par fuseaux) basées sur l'alphabet phonétique de l'OTAN. L'« heure Zoulou » était équivalente au temps moyen de Greenwich (GMT) jusqu'au 1er janvier 1972, date à laquelle elle est devenue égale à l'UTC (temps universel coordonné), dans lequel on ne considère pas l'heure d'été.
Depuis janvier 1994, après la convention de Muniels, l'heure Zoulou a été adoptée par les forces armées des pays appartenant à l'OTAN.

## Division des zones horaires
- Vers l'ouest, depuis la zone horaire Zoulou jusqu'à la ligne internationale de changement de date, dans l'océan Pacifique, pour les 12 zones horaires à l'occident du GMT, on utilise la terminologie de « Zones Horaires November », jusqu'à « Yankee ».
- Vers l'est, depuis la zone horaire Zoulou jusqu'à la ligne internationale de changement de date, dans l'océan Pacifique, pour les 12 zones horaires à l'orient du GMT, on utilise la terminologie de « Zones Horaires Alpha », jusqu'à « Mike »[1].
- Pour indiquer l'heure locale, on utilise la lettre J (Juliet).

## Exemple avec les conventions radio
Alice donne rendez-vous à Bob à Paris à trois heures et demie. Elle peut lui envoyer « 1530J » (one five thirty Juliet) ou « 1530A » (one five thirty Alpha). Attention, le temps militaire se décrit sur une horloge de 24 heures, pas de « 3 h de l'après-midi ». Si Bob vient de New-York, elle peut lui donner rendez-vous en temps universel : « 1430Z » (one four thirty Zoulou), ou au temps de New-York : « 0930R » (zero nine thirty Romeo).

## Liste
| Nom de la zone horaire | Lettre | Déplacement UTC |
| ---------------------- | ------ | --------------- |
| Yankee                 | Y      | UTC−12:00       |
| X-ray                  | X      | UTC−11:00       |
| Whiskey                | W      | UTC−10:00       |
| Victor                 | V      | UTC−09:00       |
| Uniform                | U      | UTC−08:00       |
| Tango                  | T      | UTC−07:00       |
| Sierra                 | S      | UTC−06:00       |
| Romeo                  | R      | UTC−05:00       |
| Québec                 | Q      | UTC−04:00       |
| Papa                   | P      | UTC−03:00       |
| Oscar                  | O      | UTC−02:00       |
| November               | N      | UTC−01:00       |
| Zoulou                 | Z      | UTC±00:00       |
| Alpha                  | A      | UTC+01:00       |
| Bravo                  | B      | UTC+02:00       |
| Charlie                | C      | UTC+03:00       |
| Delta                  | D      | UTC+04:00       |
| Écho                   | E      | UTC+05:00       |
| Foxtrot                | F      | UTC+06:00       |
| Golf                   | G      | UTC+07:00       |
| Hôtel                  | H      | UTC+08:00       |
| India                  | I      | UTC+09:00       |
| Kilo                   | K      | UTC+10:00       |
| Lima                   | L      | UTC+11:00       |
| Mike                   | M      | UTC+12:00       |